# Phryganopteryx saalmulleri
Phryganopteryx saalmuelleri là một loài bướm đêm thuộc phân họ Arctiinae, họ Erebidae.